# Каул, Ниташа
Ниташа Каул (англ. Nitasha Kaul, род. 1976, Кашмир) — британская поэтесса, писательница и учёный индийского происхождения, живущая в Лондоне. Помимо художественной литературы, она пишет и говорит на темы, охватывающие политическую экономию, Бутан, Кашмир, национализм в Индии, гендер и идентичность.

## Ранние годы и образование
Ниташа Каул родилась в ноябре 1976 года в Горакхпуре, Уттар-Прадеш, Индия, в семье кашмирских пандитов, мигрировавших из центра Мохаллы в Сринагаре, Джамму и Кашмир.
Каул выросла в Нью-Дели и училась в школе Святого Томаса. Она окончила экономический колледж Шри Рама, а затем переехала в Англию из Индии в возрасте 21 года в 1997 году для обучения в аспирантуре Университета Халла; в 2003 году Каул получила докторскую степень по экономике и философии в Университете Халла. Её докторская диссертация называлась «Исследование предметного мира экономической эпистемологии: переосмысление теории и различий».

## Карьера
Каул — профессор политики, международных отношений и критических междисциплинарных исследований в Вестминстерском университете в Великобритании. Помимо своей должности, она также является директором Центра изучения демократии (англ. Centre for the Study of Democracy). Каул работала преподавателем экономики в Университете Бата и доцентом экономики в Бристольской школе бизнеса с 2002 по 2007 год, а затем стала доцентом кафедры творческого письма в Королевском колледже Тхимпху в Бутане (2010). Её текущие научные интересы включают феминистские проблемы, касающиеся кашмирских женщин, рост неолиберального национализма в Индии и анализ политики правого толка в Индии.
22 октября 2019 года Каул выступала в качестве одного из ключевых свидетелей на слушаниях в комитете Палаты представителей США по иностранным делам о ситуации с правами человека в Кашмире, находящемся под управлением Индии, после отмены особого статуса внутри Индии. Каул изложила обширные отчёты Управления Верховного комиссара ООН по правам человека о нарушениях прав человека (и демократических принципов) как в Кашмире, находящемся под управлением Индии, так и Пакистана, а также о недавних ограничениях на средства связи и массовых задержаниях на территории Индии.

### Книги
Её первая книга «Представляя экономику иначе: встречи с идентичностью/различием» (2007) представляла собой монографию по экономике и философии и была встречена неоднозначно.
В 2009 году она написала «Остаток», первый роман кашмирской женщины на английском языке; он вошёл в шорт-лист азиатской литературной премии «Man» 2009 года.

## Скандалы
В феврале 2024 года Каул была приглашена выступить в качестве докладчика на двухдневном съезде, но ей было отказано во въезде в Индию в международном аэропорту Кемпегоуда в Бангалоре, штат Карнатака, хотя у неё было действительное удостоверение иностранного гражданина Индии. Хотя от правительства Индии не было официального заявления о том, почему ей было отказано во въезде, предполагается, что это было результатом её критики политики индийского правительства в Кашмире, включая использование ею термина «оккупированный» для обозначения штата в её работах.

## Награды
- Man Asian Literary Prize[англ.], 2009, вошла в шорт-лист[6].